# 679 (singolo)
679 è un singolo del rapper statunitense Fetty Wap, pubblicato nel 2015 ed estratto dall'album Fetty Wap.
Il brano è stato realizzato in featuring con Remy Boyz.

## Tracce
1. 679 - 3:11